# Ardisia cadieri
Ardisia cadieri är en viveväxtart som beskrevs av André Guillaumin. Ardisia cadieri ingår i släktet Ardisia och familjen viveväxter. Inga underarter finns listade i Catalogue of Life.